# 蘇哈巴爾卡 (莫斯托韋市鎮)
47°30′11″N 31°0′36″E / 47.50306°N 31.01000°E
蘇哈巴爾卡（烏克蘭語：Суха Балка），是烏克蘭南部的村莊，隸屬尼古拉耶夫州的沃茲涅先斯克區。該村始建於1919年，面積0.92平方公里，海拔高度34米，2001年人口752，人口密度每平方公里816.5人。